# 솔로몬 부버
솔로몬 부버(Solomon Buber, 1827년 2월 2일~1906년 12월 28일)는 유대인 갈리치아 학자이자 히브리어 작품 편집자였다. 그는 특히 자신의 미드라시 판과 다른 중세 유대인 사본에 대해서 또한 그 텍스트들에 관련하여 선구적인 연구로 잘 알려져 있다. 마르틴 부버의 조부이다.

## 같이 보기
- 마르틴 부버